# Guapira rufescens
Guapira rufescens är en underblomsväxtart som först beskrevs av Anton Heimerl, och fick sitt nu gällande namn av Cyrus Longworth Lundell. Guapira rufescens ingår i släktet Guapira och familjen underblomsväxter.

## Underarter
Arten delas in i följande underarter:
- G. r. lanceolatus
- G. r. moaensis